# 普拉格能源
普拉格能源是一家美国公司，从事氢燃料电池系统的设计和制造，该系统可替代电力驱动的设备和车辆中的常规电池。公司总部在纽约，并且有员工在Spokane、华盛顿、Rochester、纽约。

## 历史
普拉格能源成立于1997年作为一个联合体DTE Energy和Mechanical Technology。公司在2002年上市。
2017年2月，该公司宣布首批专为电动运输车辆设计的ProGen燃料电池发动机出货，并在马里兰州的国会山高地的USPS卡车车队采用了GenDrive系统。
2017年4月，Amazon.com购买了超过5000万股Plug Power普通股，并达成协议在其仓库中使用氢技术来实现。
2017年4月，亚马逊购买了5000万股票。
2020 年 2 月，该公司推出了 125 kW Progen 燃料电池发动机，用于 6、7 和 8 级卡车和重型越野设备。2021 年 1 月，韩国大公司 SK 集团宣布向 Plug Power 投资 15 亿美元，占 10% 左右的股份。他们将在韩国成立一家合资公司，向亚洲市场供应氢燃料电池产品。
2021 年 3 月 2 日，Plug Power 向美国证券交易委员会提交了逾期申报通知，称其无法及时提交截至 2020 年 12 月 31 日的年度报告。2021 年 3 月 16 日，该公司宣布，将不得不重述 2018 财年和 2019 财年的财务报表以及最近的一些季度申报。它因涉嫌虚假陈述和/或未能披露其无法及时提交其 2020 年年度报告以及其财务报告内部控制存在重大缺陷而面临持续的股东集体诉讼。